# Saint-Martin-d'Auxigny
Saint-Martin-d'Auxigny és un municipi francès, situat al departament de Cher i a la regió de Centre – Vall del Loira. L'any 2007 tenia 2.084 habitants.

## Demografia

### Població
El 2007 la població de fet de Saint-Martin-d'Auxigny era de 2.084 persones. Hi havia 868 famílies, de les quals 224 eren unipersonals (96 homes vivint sols i 128 dones vivint soles), 300 parelles sense fills, 292 parelles amb fills i 52 famílies monoparentals amb fills.
La població ha evolucionat segons el següent gràfic:
Habitants censats

### Habitatges
El 2007 hi havia 989 habitatges, 883 eren l'habitatge principal de la família, 37 eren segones residències i 69 estaven desocupats. 894 eren cases i 91 eren apartaments. Dels 883 habitatges principals, 630 estaven ocupats pels seus propietaris, 236 estaven llogats i ocupats pels llogaters i 17 estaven cedits a títol gratuït; 10 tenien una cambra, 60 en tenien dues, 117 en tenien tres, 244 en tenien quatre i 452 en tenien cinc o més. 711 habitatges disposaven pel capbaix d'una plaça de pàrquing. A 343 habitatges hi havia un automòbil i a 469 n'hi havia dos o més.

### Piràmide de població
La piràmide de població per edats i sexe el 2009 era:
| Homes | Edats   | Dones |
| ----- | ------- | ----- |
| 4     | 95 o +  | 0     |
| 4     | 90 a 94 | 0     |
| 0     | 85 a 89 | 12    |
| 28    | 80 a 84 | 24    |
| 28    | 75 a 79 | 44    |
| 40    | 70 a 74 | 44    |
| 40    | 65 a 69 | 32    |
| 52    | 60 a 64 | 60    |
| 44    | 55 a 59 | 60    |
| 56    | 50 a 54 | 52    |
| 108   | 45 a 49 | 68    |
| 92    | 40 a 44 | 88    |
| 84    | 35 a 39 | 96    |
| 80    | 30 a 34 | 56    |
| 56    | 25 a 29 | 52    |
| 40    | 20 a 24 | 48    |
| 72    | 15 a 19 | 84    |
| 88    | 10 a 14 | 64    |
| 56    | 5 a 9   | 56    |
| 24    | 0 a 4   | 68    |

## Economia
El 2007 la població en edat de treballar era de 1.369 persones, 1.073 eren actives i 296 eren inactives. De les 1.073 persones actives 993 estaven ocupades (527 homes i 466 dones) i 80 estaven aturades (44 homes i 36 dones). De les 296 persones inactives 120 estaven jubilades, 95 estaven estudiant i 81 estaven classificades com a «altres inactius».

### Ingressos
El 2009 a Saint-Martin-d'Auxigny hi havia 918 unitats fiscals que integraven 2.206 persones, la mediana anual d'ingressos fiscals per persona era de 18.436 €.

### Activitats econòmiques
Dels 113 establiments que hi havia el 2007, 1 era d'una empresa extractiva, 4 d'empreses alimentàries, 1 d'una empresa de fabricació de material elèctric, 7 d'empreses de fabricació d'altres productes industrials, 20 d'empreses de construcció, 19 d'empreses de comerç i reparació d'automòbils, 6 d'empreses de transport, 5 d'empreses d'hostatgeria i restauració, 1 d'una empresa d'informació i comunicació, 7 d'empreses financeres, 8 d'empreses immobiliàries, 11 d'empreses de serveis, 15 d'entitats de l'administració pública i 8 d'empreses classificades com a «altres activitats de serveis».
Dels 39 establiments de servei als particulars que hi havia el 2009, 1 era una oficina d'administració d'Hisenda pública, 1 gendarmeria, 1 oficina de correu, 3 oficines bancàries, 3 tallers de reparació d'automòbils i de material agrícola, 1 autoescola, 3 paletes, 3 guixaires pintors, 6 fusteries, 4 lampisteries, 2 electricistes, 3 perruqueries, 1 veterinari, 2 restaurants, 3 agències immobiliàries, 1 tintoreria i 1 saló de bellesa.
Dels 8 establiments comercials que hi havia el 2009, 1 era un hipermercat, 1 una botiga de més de 120 m², 2 fleques, 2 carnisseries, 1 una botiga de material de revestiment de parets i terra i 1 una joieria.
L'any 2000 a Saint-Martin-d'Auxigny hi havia 40 explotacions agrícoles.

## Equipaments sanitaris i escolars
El 2009 hi havia 1 farmàcia i 1 ambulància.
El 2009 hi havia 1 escola maternal i 1 escola elemental.

## Poblacions més properes
El següent diagrama mostra les poblacions més properes.